# Čtyři uši na mezi
Čtyři uši na mezi je český animovaný televizní seriál z roku 2006 vysílaný v rámci Večerníčku. Autorkou knižní předlohy je spisovatelka Markéta Zinnerová, její laskavé vyprávění do scénáře rozpracovala Nataša Boháčková, která se také ujala režie. Výtvarně zpracovala Vlasta Baránková. Kameramanem byl Milan Halousek. Pohádkový seriál namluvila Barbora Hrzánová. Bylo natočeno 13 dílů po cca 9 minutách.
Projekt vznikl kreslenou a ploškovou technologií animace ve studiu Anima Praha.
Hlavními hrdiny jsou králíček Jujdásek a jeho kamarád zajíček Hejásek.

## Seznam dílů
1. Jak se zabydleli
2. Jak voněli ke květinám
3. Jak se spolu měřili
4. Jak se rozhádali
5. Jak se málem utopili
6. Jak si krásně hráli
7. Jak se potrápili
8. Jak dostali nápad
9. Jak si stavěli domeček
10. Jak si notovali
11. Jak si vyčítali
12. Jak se sobě ztratili
13. Jak se zase našli